# Gundy Grand
Gundy Grand (* 17. August 1951 als Gudrun Barbara Schreier in München) ist eine deutsche Schauspielerin.

## Leben
Sie tanzte schon als Kind im Ballett der Bayerischen Staatsoper und ließ sich nach dem Abitur von 1969 bis 1971 an der Neuen Münchner Schauspielschule ausbilden. 1971 gab sie ihr Schauspieldebüt am Theater Baden-Baden. In den Jahren 1974 und 1975 spielte sie an den Bühnen der Stadt Bonn, an der Kleinen Komödie in München und an den Wuppertaler Bühnen. 1976 agierte sie am Theater am Dom in Köln, 1976/77 in dem Stück Spiel mit dem Feuer am Contra-Kreis-Theater in Bonn, 1978/79 an der Komödie Düsseldorf, 1981 an der Komödie Frankfurt am Main. Danach gastierte sie mehrmals im Theater im Karlshof in München.
1972 erhielt sie die weibliche Hauptrolle in Harald Reinls tragischem Liebesfilm Sie liebten sich einen Sommer, doch die am Vorbild des Kultfilms Love Story orientierte Produktion wurde ein Misserfolg. 1974 wirkte sie in dem Erotikfilm Undine 74 mit, in dem sie die auf die Titelheldin eifersüchtige Freundin des Hauptdarstellers verkörperte. Gundy Grand war noch bis in die frühen 1980er Jahre in mehreren Fernsehserien zu sehen.

## Filmografie
- 1972: Herr Soldan hat keine Vergangenheit (Fernsehfilm)
- 1972: Privatdetektiv Frank Kross (Fernsehserie)
- 1971: Sie liebten sich einen Sommer
- 1973: Unser Dorf (Fernsehserie)
- 1973: Dem Täter auf der Spur – Stellwerk 3 (Fernsehserie)
- 1973: Tatort – Stuttgarter Blüten (Fernsehreihe)
- 1974: Geliebtes Scheusal (Fernsehfilm)
- 1974: Alexander und die Töchter (Fernsehserie)
- 1974: Undine 74
- 1974: Ein Herz und eine Seele – (Fernsehserie, Folge: Urlaubsvorbereitung)
- 1975: Mordkommission (Fernsehserie, Folge: Doppelgänger)
- 1975: Berlin – 0:00 bis 24:00 (Fernsehserie)
- 1975: Lieber reich und glücklich (Fernsehfilm)
- 1976: Die Unternehmungen des Herrn Hans (Fernsehserie)
- 1976: Notarztwagen 7 (Fernsehserie)
- 1976: Tatort – Augenzeuge (Fernsehreihe)
- 1979–80: Die unsterblichen Methoden des Franz Josef Wanninger (Fernsehserie)
- 1979–80: Und die Tuba bläst der Huber (Fernsehserie)
- 1981: Trokadero, Regie: Klaus Emmerich
- 1982: Chorausflug (Fernsehserie)
- 1982: Ab in den Süden (Fernsehfilm)
- 1983: Der Alte – Spuren einer Unsichtbaren (Fernsehserie)
- 1983: Billet doux (Fernsehfilm)
- 1987: Derrick: Mordfall Goos (Fernsehserie)
- 1989: Ehen vor Gericht: In Sachen Willmar gegen Willmar (Fernsehserie)